# Artemisia luxurians
Artemisia luxurians là một loài thực vật có hoa trong họ Cúc. Loài này được Ghesq. ex Cavaco & Keraudr. mô tả khoa học đầu tiên năm 1957.